# Sencer
Sencer ist ein türkischer männlicher Vorname und hat u. a. die Bedeutung „eine verständnisvolle Person“.

## Namensträger
- Sencer Şahin (1939–2014), türkischer Altphilologe und Epigraphiker
- Sencer Sarı (* 1982), türkischer Keramiker, Bildhauer, Forscher und Dozent